# Cristina Pérez
Cristina Pérez Díaz (* 30. Oktober 1965 in Las Palmas de Gran Canaria) ist eine ehemalige spanische Leichtathletin, die im Sprint und Hürdenlauf an den Start ging. Ihren größten Erfolg feierte sie mit dem Gewinn der Bronzemedaille über 400 Meter bei den Halleneuropameisterschaften 1987 in Liévin.

## Sportliche Laufbahn
Erste internationale Erfahrungen sammelte Cristina Pérez vermutlich im Jahr 1985, als sie bei den Halleneuropameisterschaften in Piräus mit 24,52 s im Halbfinale im 200-Meter-Lauf ausschied. Im Jahr darauf schied sie bei den Halleneuropameisterschaften in Madrid mit 54,70 s im Vorlauf über 400 Meter aus und im August schied sie bei den Freiluft-Europameisterschaften in Stuttgart mit 58,19 s in der ersten Runde im 400-Meter-Hürdenlauf aus und verpasste mit der spanischen 4-mal-400-Meter-Staffel mit 3:32,51 min den Finaleinzug verpasste. Anschließend gewann sie bei den Ibero-Amerikanischen Meisterschaften in Havanna in 54,33 s die Bronzemedaille über 400 Meter hinter der Kubanerin Ana Fidelia Quirot und Norfalia Carabalí aus Kolumbien. Zudem siegte sie in 58,51 s über 400 m Hürden und gewann mit der Staffel in 3:36,82 min die Silbermedaille hinter dem kubanischen Team. 1987 gewann sie bei den Halleneuropameisterschaften in Liévin in 52,63 s die Bronzemedaille über 400 Meter hinter Marija Pinigina aus der Sowjetunion und der Deutschen Gisela Kinzel. Anschließend schied sie bei den Hallenweltmeisterschaften in Indianapolis mit 53,36 s im Halbfinale aus und im August schied sie bei den Weltmeisterschaften in Rom mit 57,23 s in der ersten Runde über 400 m Hürden aus. Zudem verpasste sie mit der Staffel mit 3:32,01 min den Finaleinzug. Im Jahr darauf schied sie bei den Halleneuropameisterschaften in Valencia mit 53,01 s im Halbfinale über 400 Meter aus und im Juli gewann sie bei den Ibero-Amerikanischen Meisterschaften in Mexiko-Stadt in 11,59 s die Silbermedaille im 100-Meter-Lauf hinter ihrer Landsfrau Sandra Myers und sicherte sich über 200 Meter in 23,06 s die Silbermedaille hinter Landsfrau Blanca Lacambra. Zudem siegte sie in 44,46 s in der 4-mal-100-Meter-Staffel. Daraufhin schied sie bei den Olympischen Sommerspielen in Paris mit 55,23 s im Halbfinale über 400 m Hürden aus.
1990 schied sie bei den Halleneuropameisterschaften in Glasgow mit 54,53 s in der ersten Runde über 400 Meter aus und im August belegte sie bei den Freiluft-Europameisterschaften in Split in 56,09 s den siebten Platz über 400 m Hürden. 1992 belegte sie bei den Ibero-Amerikanischen Meisterschaften in Sevilla in 53,73 s den vierten Platz über 400 Meter und gewann mit der 4-mal-400-Meter-Staffel in 3:34,22 min die Silbermedaille hinter dem kubanischen Team. Anschließend nahm sie mit der Staffel an den Olympischen Sommerspielen in Barcelona teil und kam dort mit 3:31,35 min nicht über die Vorrunde hinaus. 1998 beendete sie dann ihre aktive sportliche Karriere im Alter von 33 Jahren.
1994 wurde Pérez spanische Meisterin im 200-Meter-Lauf im Freien sowie 1997 in der Halle. In den Jahren von 1985 bis 1988 sowie 1990 wurde sie Landesmeisterin im 400-Meter-Hürdenlauf.

## Persönliche Bestzeiten
- 100 Meter: 11,59 s (0,0 m/s), 22. Juli 1988 in Mexiko-Stadt
- 200 Meter: 22,86 s (+0,6 m/s), 1. Juni 1988 in Sevilla
  - 200 Meter (Halle): 24,19 s, 23. Februar 1997 in Valencia
- 400 Meter: 52,36 s, 7. Juni 1988 in Madrid
  - 400 Meter (Halle): 52,63 s, 22. Februar 1987 in Liévin
- 400 m Hürden: 55,23 s, 26. September 1988 in Seoul

## Privates
Pérez ist mit dem Sportmediziner Eufemiano Fuentes verheiratet, der sowohl ihr Trainer war und später zahlreiche spanische Radsportler betreute und vor allem durch zahlreiche Dopingfälle im Dopingskandal Fuentes medial bekannt wurde. Pérez selbst gab 1988 nach den Olympischen Spielen in Seoul einen positiven Dopingtest ab, welcher aber später für ungültig erklärt wurdeund entkam somit einer Sperre.